# Boğazören, Kulu
Boğazören là một xã thuộc huyện Kulu, tỉnh Konya, Thổ Nhĩ Kỳ. Dân số thời điểm năm 2011 là 150 người.